# Paul Gouyon
Paul Joseph Marie Gouyon (Bordeaux, 24 de outubro de 1910 – Bordeaux, 26 de setembro de 2000) foi um cardeal francês da Igreja Católica Romana. Ele serviu como arcebispo de Rennes de 1964 a 1985, e foi elevado ao cardinalato em 1969.

## Biografia
Paul Gouyon nasceu em Bordeaux e estudou na Universidade e no Seminário de Bordeaux. Ele também frequentou o Seminário de Saint-Sulpice, em Paris, a Pontifícia Universidade Gregoriana, em Roma, e o Instituto Católico de Paris.
Gouyon foi ordenado ao sacerdócio em 13 de março de 1937 e terminou seus estudos em 1939. Depois de servir no exército francês durante a Segunda Guerra Mundial de 1939 a 1940, iniciou o trabalho pastoral em Bordeaux, servindo como pároco de Montussan e Beychac (1940). –1944), capelão do liceu Michel-Montaigne (1944-1951) e vigário geral da arquidiocese . Ele foi elevado ao posto de Prelado Nacional de Sua Santidade em 6 de abril de 1955.
Em 6 de agosto de 1957, Gouyon foi nomeado bispo de Bayonne pelo papa Pio XII. Ele recebeu sua consagração episcopal no dia 7 de outubro seguinte, do arcebispo Paul Richaud, com o arcebispo Joseph Martin e o bispo Louis Guyot servindo como co-consagradores, na Catedral de Saint-André. Gouyon participou do Concílio Vaticano II de 1962 a 1965 e foi promovido a arcebispo coadjutor de Rennes e arcebispo titular de Pessino em 6 de agosto de 1963. Ele sucedeu Clément-Emile Roquescomo arcebispo de Rennes em 4 de setembro de 1964.
O Papa Paulo VI criou-o Cardeal-Sacerdote de Natividade de Nostro Signore Gesù Cristo na Via Gália no consistório de 28 de abril de 1969. Gouyon foi um dos cardeais eleitores que participaram dos conclaves de agosto e outubro de 1978, que selecionaram os papas João Paulo I e João Paulo II. Ele também foi nomeado o presidente nacional da Pax Christi. Ele renunciou ao cargo de Arcebispo em 15 de outubro de 1985, após um período de vinte e um anos, e perdeu o direito de participar de conclaves ao atingir a idade de 80 anos em 24 de outubro de 1990.
O cardeal Gouyon morreu em Bordeaux aos 89 anos e foi enterrado no cemitério da Casa Mãe das Pequenas Irmãs dos Pobres em Saint-Pern.